# Great Maplestead
Great Maplestead è un villaggio e parrocchia civile dell'Inghilterra, appartenente alla contea dell'Essex.